# Wioletta Rogula-Kozłowska
Wioletta Rogula-Kozłowska (ur. 1978 w Bytomiu) – polska Inżynier, profesor nauk technicznych, od 2020 roku Prorektor ds. nauki Akademii Pożarniczej.

## Wykształcenie
W 2003 roku ukończyła studia wyższe na kierunku inżynieria i ochrona środowiska na Politechnice Śląskiej. Doktorat uzyskała w roku 2009 broniąc rozprawę doktorską pod tytułem Właściwości aerozolu pyłowego ze źródeł komunikacyjnych pod opieką promotora Józefa Pastuszki.
W 2016 roku uzyskała habilitację na Politechnice Wrocławskiej w dyscyplinie inżynieria środowiska na podstawie dzieła Charakterystyka chemiczna pyłu zawieszonego ukierunkowana na wyznaczenie jego pochodzenia w wybranych lokalizacjach miejskich i pozamiejskich w Polsce.
W dniu 24 marca 2025 uzyskała tytuł naukowy profesora nauk inżynieryjno-technicznych.

## Doświadczenie zawodowe
W latach 2008–2010 pracowała na stanowisku asystenta w Katedrze Ochrony Powietrza na Wydziale Inżynierii Środowiska i Energetyki Politechniki Śląskiej. W latach 2004–2020 była zatrudniona w Instytut Podstaw Inżynierii Środowiska Polskiej Akademii Nauk na stanowiskach kolejno inżynieryjno-technicznym, asystenta i adiunkta. W roku 2017 została zatrudniona na stanowisku profesora uczelni w Szkole Głównej Służby Pożarniczej. W 2020 roku została powołana na stanowisko prorektora ds. nauki Akademii Pożarniczej. W 2023 została członkiem Rady Doskonałości Naukowej w Zespole II Nauki Inżynieryjno Techniczne oraz członkiem Komitetu Inżynierii Środowiska Polskiej Akademii Nauk.
Odznaczona Brązowym Krzyżem Zasługi (2024).

## Dorobek
W swoim dorobku posiada ponad 200 prac z czego ponad 130 jest indeksowanych w bazie Scopus, a jej Indeks Hirscha wynosi ponad 24 (stan na marzec 2024). Dwukrotnie znalazła się na liście 2% najczęściej cytowanych naukowców na świecie przygotowanej przez Uniwersytet Stanforda.